# 美亞娛樂

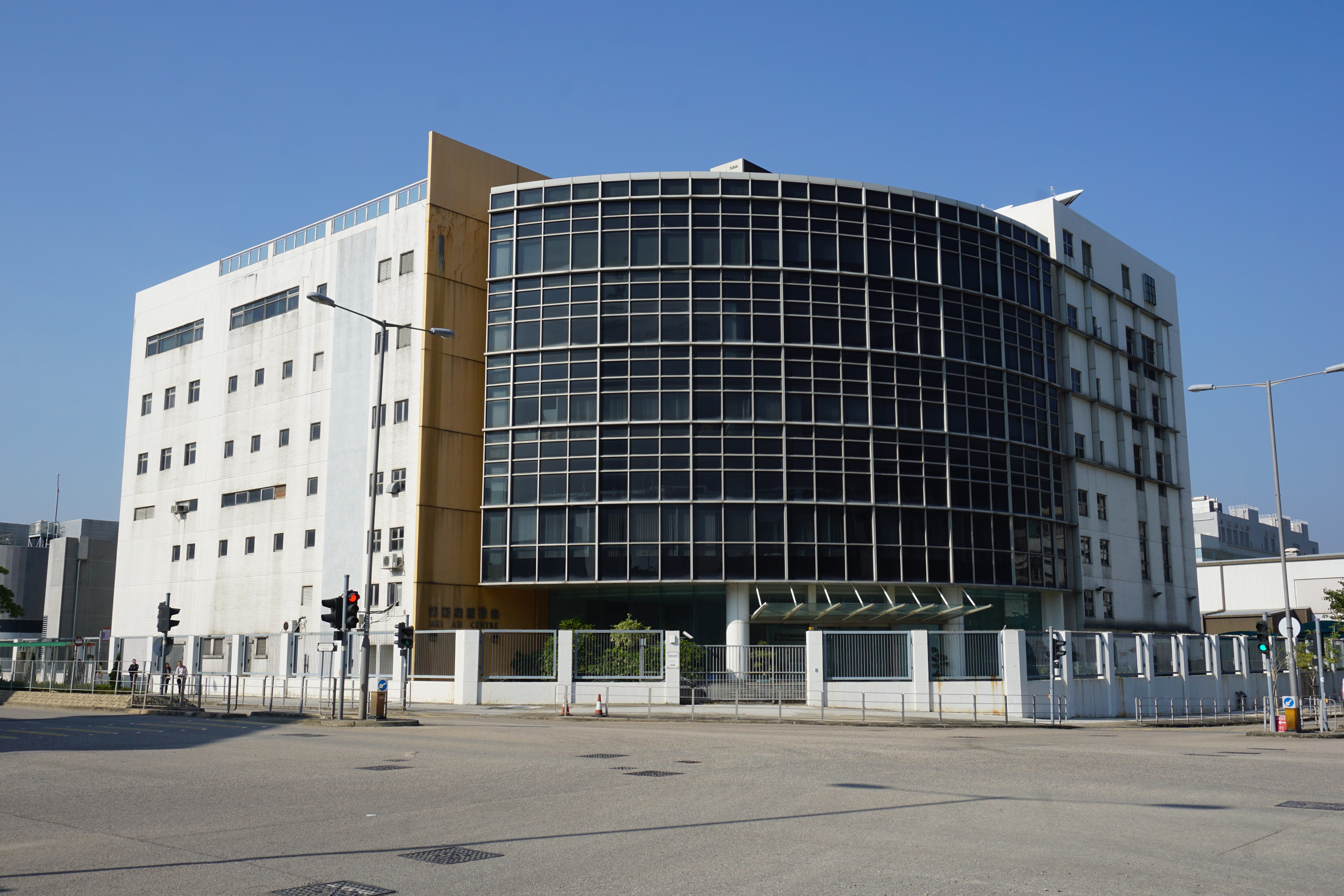
美亞娛樂資訊集團有限公司

美亞娛樂資訊集團有限公司（Mei Ah Entertainment Group Co., Ltd.，港交所：0391）是一家在香港交易所上市的香港娛樂事業公司，業務包括電視廣播、電影製作及發行、以及電影版權貿易等領域。

## 歷史
美亞娛樂集團於1984年由李國興先生創立，初時成立子公司「美亞錄影製作有限公司」及「美亞鐳射影碟有限公司」，負責作錄影帶及影碟發行。其後成立金馬娛樂有限公司、美亞電視（MATV）、中華萬年網（China10K.com）及香港電影網絡有限公司（HongKongMovie.com）。
及後於1990年代中，美亞娛樂集團開始涉獵電影製作，成立天下電影製作有限公司（Brilliant Idea Group Ltd.，後成為 （页面存档备份，存于）），製作《高度戒備》、《算死草》等電影。及後，再成立美亞電影製作有限公司，製作《百分百感覺2》、《猛龍》等電影，亦負責購買舊港產片以發行影碟。
1993年，美亞娛樂集團於香港聯合交易所主版上市。
約2000年，美亞娛樂集團在錄像發行方面重組，統一美亞錄影製作有限公司、美亞鐳射影碟有限公司及金馬娛樂有限公司，改為「美亞娛樂資訊集團有限公司」作新名稱；同時成立銀運科技有限公司作影碟壓製。
2008年6月5日，美亞電影台在台灣的附屬公司暨代理商美亞娛樂發展股份有限公司向行政院新聞局申請在台灣落地，獲得行政院新聞局政策許可。2009年4月8日，國家通訊傳播委員會（NCC）許可美亞電影台在台灣落地。
2009年，美亞娛樂集團與全世界最著名的收費電影頻道HBO合資經營業務開設的RED電影頻道（2015年10月更名為RED by HBO）已經在人口眾多的印度尼西亞和馬來西亞開播，並將在20多個亞洲國家和地區陸續發展業務。
2010年，電影《歲月神偷》揚威海外，在柏林影展中奪得最佳電影水晶熊獎，成為首個奪得此殊榮的港產片。同時，面對巨大的中國大陸電影消費市場，美亞自2010年宣佈將大力發展影院業務。未來幾年，美亞娛樂將致力於在中國大陸投資建設一條擁有50家影院、400塊銀幕、約50,000座位的院線。
2011年，美亞成立美亞搜映，拓展外語片發行事業，首部發行作品為2010年韓國電影《我‧看見惡魔》。（按：美亞搜映成立前，美亞娛樂亦曾發行過外語片，為日本電影《賭博默示錄》。）
2012年12月10日，美亞娛樂與中國移動香港合作推出UTV移動電視服務（在2013年12月被香港電視網絡收購），當中包括美亞電視擁有的免費綜合頻道UOne、專門播放華語電影的美亞高清電影台。
2015年12月1日，UOne、美亞高清電影台停播，同日C+ 頻道啟播。

## 美亚电视旗下频道
- C+ 頻道：美亞電視與中國移動旗下UTV聯合打造的娛樂性綜合頻道，在美亞官網中顯示為“美亞綜合台”或“美亞電視劇台”。
- 美亞高清電影台：全港首個移動高清電影頻道，分香港版和臺灣版播出。

## 天下影畫/天下明星旗下藝人
香港：
藝人
- 梁詠琪（2008年加盟天下明星，2011改簽美亞及梁詠琪合資的G Major Limited，於2015年滿約改簽星皓娛樂）
- 樊少皇
- 李曼筠（動漫Maggie）
- 冼色麗
- 譚俊彥
- 鍾紹圖
- 王仲欣

主持人
- 姜紫藍
- 李卓敏
- 李泳希

中國大陸：
- 楊幂（2013年初合約到期）
- 刘恺威（2013年初合約到期）
- 福海
- 唐一菲
- 王骁（2013年初合約到期）
- 劉君林
- 王維維
- 鄒娜
- 胡安琪

## 爭議
在佔領中環運動其間發生圍堵壹傳媒事件，位處壹傳媒大樓附近的美亞娛樂資訊集團有限公司被指為圍堵人士提供協助，包括提供旅遊車泊位和廁所。

## 參看
- 美亞電視
- 美亞電影台
- 美亞電視劇台
- UTV
- UOne
- C+ 頻道

## 外部連結
- 美亞娛樂資訊集團有限公司 （页面存档备份，存于）
- 美亞電視有限公司 （页面存档备份，存于）
- 美亞天天在線 （页面存档备份，存于）
- 中華萬年網 （页面存档备份，存于）
- 香港愛視通有限公司 （页面存档备份，存于）
- 香港影庫上《美亞娛樂資訊集團有限公司》的資料（繁體中文）
- 香港影庫上《美亞電影製作有限公司》的資料（繁體中文）